# Закон сохранения момента импульса
Зако́н сохране́ния моме́нта и́мпульса (закон сохранения углового момента) — физический закон, согласно которому сумма моментов импульса всех тел механической системы остаётся постоянной, пока воздействующие на данную систему моменты внешних сил скомпенсированы.
Для замкнутой системы закон сохранения момента импульса выполняется всегда, так как в таком случае внешних сил нет вообще. Соответственно, момент импульса замкнутой системы в любой системе координат не изменяется со временем.
Моменты импульсов и моменты сил могут вычисляться относительно некоторого выбранного начала отсчёта или относительно некоторой оси. То есть:
{\displaystyle \sum \limits _{i=1}^{n}{\vec {M_{i}^{e}}}={\vec {0}}\to \sum \limits _{i=1}^{n}{\vec {L_{i}}}={\overrightarrow {\mathrm {const} }},}
{\displaystyle \sum \limits _{i=1}^{n}M_{\parallel ,i}^{e}=0\to \sum \limits _{i=1}^{n}L_{\parallel ,i}=\mathrm {const} ,}
где {\displaystyle {\vec {L_{i}}}} (или {\displaystyle L_{\parallel ,i}}) — момент импульса {\displaystyle i}-й частицы относительно начала отсчёта (или относительно оси),
{\displaystyle {\vec {M_{i}^{e}}}} (или {\displaystyle M_{\parallel ,i}^{e}}) — совокупный момент внешних сил, приложенный к {\displaystyle i}-й частице.
Суммирование производится по всем частицам ({\displaystyle i=1,\ 2,\ \dots \ n}) системы. Если векторная сумма моментов сил {\displaystyle \sum {\vec {M_{i}^{e}}}} отлична от нуля, но проекция этой суммы на какое-либо направление, скажем {\displaystyle x}, равна нулю {\displaystyle \left(\sum M_{x,i}^{e}=0\right),} то сохраняется проекция момента импульса на него {\displaystyle \left(\sum L_{x,i}={\rm {const}}\right).}
Закон сохранения момента импульса — один из фундаментальных законов сохранения. Он является следствием изотропности пространства относительно поворота.

## Вывод из механики Ньютона
Определим момент импульса системы материальных точек как сумму моментов импульсов этой системы, определённые относительно одной и той же точки:
{\displaystyle {\vec {N}}=\sum _{n=1}^{P}{\vec {N}}_{n},}
где {\displaystyle {\vec {N}}_{n}} — момент импульса материальной точки.
Продифференцируем данное выражение по времени. Согласно уравнению моментов, производная момента импульса материальной точки по времени равна сумме моментов сил, прикладываемых к этой материальной точке:
{\displaystyle {\frac {d{\vec {N}}}{dt}}=\sum _{k=1}^{P}{\vec {M}}_{k}.}
Представим общий момент силы как сумму внутренних и внешних моментов силы {\displaystyle {\vec {M}}'_{i}+{\vec {M}}_{i}}, прикладываемые к материальной точке:
{\displaystyle {\frac {d{\vec {N}}}{dt}}=\sum _{n=1}^{P}{\vec {M}}_{i}'+\sum _{n=1}^{P}{\vec {M}}_{i},}
По третьему закону Ньютона, внутренние силы попарно одинаковы по модулю и противоположны по направлению, а значит их сумма всегда будет равна нулю:
{\displaystyle \sum _{n=1}^{P}{\vec {M}}_{i}'=0}
В итоге получаем
{\displaystyle {\frac {d{\vec {N}}}{dt}}={\vec {M}}_{ext},}
где {\displaystyle {\vec {M}}_{ext}=\sum _{n=1}^{P}{\vec {M}}_{i}} — суммарный момент всех внешних сил.
Если сумма моментов внешних сил равна нулю, то, проинтегрировав выражение, мы получим:
{\displaystyle {\vec {N}}=const}
То есть момент импульса замкнутой системы остаётся постоянным. Таким образом, сделаем вывод:
| Если сумма всех внешних моментов сил, действующих на замкнутую систему, равна нулю, то момент импульса системы сохраняется, то есть не меняется со временем. |

| Симметрия в физике             | Симметрия в физике                    | Симметрия в физике               |
| Преобразование                 | Соответствующая инвариантность        | Соответствующий закон сохранения |
| ------------------------------ | ------------------------------------- | -------------------------------- |
| ↕ Трансляции времени           | Однородность времени                  | …энергии                         |
| ⊠ C, P, CP и T-симметрии       | Изотропность времени                  | …чётности                        |
| ↔ Трансляции пространства      | Однородность пространства             | …импульса                        |
| ↺ Вращения пространства        | Изотропность пространства             | …момента импульса                |
| ⇆ Группа Лоренца (бусты)       | Относительность лоренц-ковариантность | …движения центра масс            |
| ~ Калибровочное преобразование | Калибровочная инвариантность          | …заряда                          |